# Detachementet Norrlands dragoner
Detachementet Norrlands dragoner var ett detachement till Norrbottens regemente (I 19) under åren 2005–2021. Detachementet låg på Västlundavägen i Arvidsjaur och tillkom genom försvarsbeslutet 2004 och inrymde Arméns jägarbataljon (AJB) samt del av Försvarsmaktens vinterenhet (FMVE) och omfattade det förutvarande regementets övningsfält och lokaler. Den 24 september 2021 återinvigdes Norrlands dragonregemente (K 4) av H.M. Konungen.   
Etablissemanget byggdes 1980 genom att Norrlands dragonregemente (K 4) omlokaliserades från Umeå garnison i Umeå till Arvidsjaur. Genom det kalla och snörika klimatet, rymmer huvudbyggnaden olika funktioner som kansli, sporthall, logement, sjukhus m.m. Totalt finns det cirka ca 30 byggnader inom området.